# Licej
Licej je ime učenjaške ustanove, ki je skozi čas upravljala različne funkcije.
Prvotno je bil filozofska šola, ki jo je osnoval Aristotel. Kasneje je bil filozofsko-teološka šola za jezuite, ki so se tu pripravljali za študij na univerzi. V času Ilirskih provinc je bila šola uvedena tudi na slovenskem območju, ko je nadomestila gimnazijo. Po letu 1907 je ime prevzela katoliška cerkev za 6-letno srednjo šolo za dekleta (dekliški licej).
Danes se v nekaterih državah podobno ime uporablja za drugostopenjske izobraževalne ustanove - splošne srednje šole, ki odgovarjajo slovenskim gimnazijam: v Italiji liceo, v Franciji lycée, v Grčiji Λύκειο ipd, medtem ko se v Nemčiji, Avstriji in Švici odgovarjajoča ustanova imenuje Gymnasium, na Češkem in Slovaškem gymnázia ipd. 
Tako se npr. v Trstu splošna srednja šola s slovenskim učnim jezikom, ki pripravlja dijake na univerzitetni študij, imenuje Državni znanstveni licej s slovenskim učnim jezikom F. Prešerna. oz. Liceo scientifico statale con lingua d'insegnamento slovena F. Prešeren.
Licej je bila ustanova za filozofski in teološki študij z akademskim značajem,  ki je nadomestila gimnazijo. Glede funkcije so bile fakultete podobne univerzam. Predvsem pa so na licejih duhovnike strokovno izobraževali. Do 19. stoletja so se na licejih izobraževali tudi drugi študenti. 
Licej se je od univerze razlikoval v glavnem v tem, da je imel samo dve fakulteti - namreč teološko in filozofsko; univerza pa je imela  filozofsko, teološko, pravno in medicinsko fakulteto. Liceji niso smeli podeljevati akademskih stopenj (promocije, habilitacije). Niso imeli izrazite pravice do samoupravljanja in imeli so red podoben šolskemu. Akademske svobode niso poznali.